# Янова, Вера Павловна
Ве́ра Па́вловна Я́нова (21 сентября 1907, Влоцлавек, Варшавская губерния — 13 сентября 2004, Санкт-Петербург) — российская художница, живописец.

## Предвоенные годы
Родилась 21 сентября 1907 года в г. Влоцлавек Варшавской губернии, где её отец, П. Н. Янов, инженер-путеец, работал на строительстве железнодорожного моста. Братья Яновой — известный фотокорреспондент ТАСС Н. П. Янов (1903—1982), и художник К. П. Янов (1905—1996). Семья вернулась в Петроград в 1915 году.
Училась в Александровской женской гимназии (11-я трудовая школа; в настоящее время школа № 211); затем на архитектурном факультете в Институте гражданских инженеров; одним из её педагогов был Н. А. Тырса.
В 1927 году вышла замуж за художника Георгия Николаевича Траугота (1903—1961), игравшего заметную роль в военной и послевоенной художественной жизни Ленинграда. После окончания Академии Художеств Г. Н. Траугот работал как живописец и как график, входил в художественное общество «Круг художников». На протяжении жизни Г. Н. Траугот и В. П. Янова поддерживали творческое содружество с «круговцами» — А. И. Русаковым, Г. М. Неменовой, Т. И. Купервассер, Н. Д. Емельяновым.
В довоенные годы Траугот и Янова поддерживали дружеские отношения с художником Владимиром Лебедевым, с поэтом Даниилом Хармсом.
С конца 1920-х гг. начала постоянно работать как живописец. Вместе с Г. Н. Трауготом она ездит на этюды и в творческие командировки. Её работы тридцатых годов довольно близки творчеству Г. Н. Траугота. Уверенный точный рисунок, внимание к мотиву, сдержанный суховатый цвет отличают её работы этого времени, в большинстве — пейзажи, также она пишет ряд работ на колхозные темы.

## Блокада
Во время блокады Ленинграда Янова оставалась в Ленинграде. Довоенный адрес Яновой: П. С., Большая Пушкарская ул., д. 3, кв. 6. В. П. Янова дежурила в бригаде, гасившей фугасные бомбы. В блокаду она близко сдружилась с двумя другими художницами — Т. Н. Глебовой и А. В. Щекатихиной-Потоцкой.
Блокадный цикл Яновой, графический и живописный, включает в себя городские пейзажи, автопортреты, портреты. В блокадном цикле основные цвета в её гамме — серый, чёрный и красный, но в них вполне раскрывается колористическое дарование Яновой, его удивительная сила и своеобразие.

## Послевоенные годы
Сразу после войны художница, деятельный и волевой человек, точно определяет свой путь: она так и не вступает в члены Союза художников и отказывается от участия в выставках. Её выбор необычен полным отказом от публичного признания. Художница отказывалась, одновременно, и от компромисса, неизбежного при её вступлении в секцию живописи партийного ЛОСХа, и от какой-либо причастности к андеграунду, существующему в оппозиции к режиму. Творчество Яновой с конца 1920-х гг. представало на суд лишь круга знакомых художников, начавших работу в то же время, что и она.
Путь в искусстве, сознательно избранный художницей, дал возможность её зрителям XXI века увидеть, каким могло бы быть русское искусство этого времени, избавленное от давления социалистического реализма, требовавшего от художника «отображения действительности с партийной точки зрения». Высказывалось мнение, что живопись Яновой не имеет аналогов в русском искусстве 1940—1950-х гг. и первая выставка Яновой в Русском музее «могла бы переписать историю искусства XX века — как локальную, ленинградскую, так и большую, советскую».

## Ближний круг
В сороковые-пятидесятые годы творчество Яновой было значимой частью жизни круга творческой интеллигенции, сохранявшей связи с искусством довоенного Ленинграда: это были художники Н. М. Суетин, А. А. Лепорская, В. В. Стерлигов, Т. Н. Глебова, П. И. Басманов, М. П. Басманова, П. М. Кондратьев, Р. Р. О`Коннель-Михайловская, Г. Д. Епифанов, а также астрофизик Н. А. Козырев, поэт В. Д. Кошелев, поэтесса и музыкант Л. Н. Глебова, музыкант М. С. Друскин. Разговоры об искусстве, проходившие в этом кругу и имеющие важное значение для ленинградской послевоенной культуры, описаны в дневниках и записях Г. и А. Траугота, В. Стерлигова, М. В. Войцеховского, философа Я. С. Друскина. Вкус этого круга отразился в записях обсуждений и бесед, записанных их участниками: это, прежде всего, музыка И. С. Баха; поэзия А. И. Введенского, поэзия А. С. Пушкина и его, в том числе старших, современников; древнерусское искусство; живопись П. Пикассо и А. Матисса.
В течение десятилетий, вплоть до начала XXI века, Янова входила в своеобразный семейный художественный коллектив.
Почти все свои работы эти художники считали согласованными, совместными. После войны сыновья Яновой окончили учёбу в СХШ и начали работать вместе с родителями. В круг этой незаурядной художественной семьи с 1948 года входил скульптор Михаил Войцеховский, остроумно назвавший его «Орденом Тунеядцев», или «Орденом нищенствующих живописцев» (по аналогии с основанным в Иерусалиме в 1118 году «Орденом нищенствующих рыцарей», более известным как орден тамплиеров или храмовников), дружно живущих лишь одним только искусством.
О своей работе художники говорили: «Мы по-настоящему верим в такое коллективное творчество. Не в том смысле, что над каждым рисунком непременно нужно работать всем вместе, а что мы некая группа, обладающая способностью понимать друг друга, и можем сообща трудиться в искусстве…Наша работа не ограничивается нами двумя. Мы только часть братства. Мы работаем и по отдельности и совместно. Мы вместе мыслим. И вместе чувствуем. Это и есть наше искусство…»
Работала до самых последних лет своей жизни, изменив лишь технику своих работ — ими стали преимущественно гуаши и акварели.
Умерла в Петербурге 13 сентября 2004 года, похоронена на Серафимовском кладбище, в одной могиле с Г. Н. Трауготом.

## Творчество
Эволюция творчества художницы за вторую половину XX века не претерпела резких изменений. Избранные ею темы работ остаются теми же, преимущественное количество их — это городские пейзажи, виды Невы, Большой и Малой Невки, Пряжки, Фонтанки, Карповки, Екатеринского и Крюкова канала, Чёрной речки, Мойки; дворец Бирона, Пушкинский дом, Конюшенная площадь. Многие работы Яновой сейчас смотрятся и как летопись исчезающего города: на них изображены ныне снесённые кварталы Крестовского острова и Петроградской стороны, дома на Мытнинской набережной.
В различные периоды меняется цветовая гамма художницы, эволюционируя от более глухой и плотной к более светлой, прозрачной. Живописность её работ нарастает и развивается. Изменяются её работы на религиозные темы: тревожность почти византийских иконных «Ликов» (первая половина 1950-х гг.) сменяется ровным покоем более поздних работ, таких как масштабное, почти фресковое полотно «Рождество».
Живопись Веры Яновой фактурна, художница всегда растирает краски на палитре, смешивая их, получая тон. Иногда она, таким образом, применяет чисто «сезанновский» метод протекания одного цвета через весь холст. Краски она смешивает столь густо, что они лежат глубоким рельефом на поверхности холста.
Её живопись полностью освобождена от натуралистического воспроизведения цвета: любые цвета она пишет любыми цветами. «Выражение „инстинкт малевания“ — когда цвета вливаются друг в друга живописным массивом, применимо к дару… Веры Яновой».
Гамма Яновой насыщенная, чрезвычайно яркая, вне всяких ограничений, со значительным использованием красного цвета.
В. В. Стерлигов, художник и теоретик живописи, высоко оценивая творчество Яновой, ставил его по некоторым признакам в один ряд с произведениями таких «органических русских живописцев», как Михаил Ларионов и Владимир Татлин:

Она — художник 1920-х гг., задержавшийся во времени. Есть обученные художники:… Лентулов, Альтман и т. д. Есть органические художники: Ларионов, Татлин. Для них нет труда обучения. В. П. Янова — явление органическое… Переработка Западной культуры (Франция) имеет у В. П. Яновой органическое усвоение. В этом ценность: естественное дыхание… В. П. Янова не бытописатель. Истории костюма не получить… Органические явления у нас очень редки. — Владимир Стерлигов 

Перед глазами натянуты большие и маленькие холсты — портреты, пейзажи…У <Яновой> своё отношение к городу, свой особый урбанизм; современный лик города неотделим от истории. В её работах город представлен не только в архитектурном пространстве. Город живёт для неё ещё и в четвёртом измерении: своим прошлым, настоящим и будущим. Этот свой город она населяет очень многим, неожиданным.— Кудрявцева Лидия Степановна, художественный критик, заслуженный работник культуры РФ

## Работы
- Городской пейзаж: живописные и графические циклы 1940—1990-х годов. «Зимняя канавка», «Соборная улица», «Конюшенная площадь» (всё — 1950-60 е гг.), «Белый дом», «Дом-утюг на Фонтанке» (1940-е гг.), «Карповка» (1940-е гг.), «Две трубы на Карповке», «Катер» (1940-е гг.) «Кресты», «Мойка. Буксир» (1940-е гг.), «Порт», «Жёлтое солнце», «Чёрная ночь на Гребецкой улице», «Зимний вечер», «Круглые дома. Съезжинская улица» (начало 1960- х гг.), «Биржевой мост со шпилем Петропавловского собора» (конец 1940- х гг.), «Колокольня собора Св. Екатерины» (1950-е гг.), «Мытнинская набережная» (1950-е гг.), «Тучков переулок» (1970-е гг.), «Старо-Калинкин мост» (1960—1970-е гг.)
- Религиозные сюжеты (циклы, 1941—2004): «Рождество» (1950-е гг.)[25], «Благовещение», «Георгий Победоносец», «Голгофа», «Богоматерь с Младенцем», «Бегство в Египет»(1950-е гг.), «Жёны — мироносицы у Гроба Господня», «Святой Себастьян», «Георгий Победоносец», «Поцелуй Иуды», «Адам и Ева», серия «Лики» (1950-е гг.)
- Натюрморты: «Натюрморт с китайским фарфором»(1950-е гг.), циклы «Цветы» (1950—80-е гг.), акварельные сюиты: «Тюльпаны»[26], «Цикламены на фоне неба», «Лилии», «Жёлтые ирисы» и другие работы
- Портреты: «Г. Н. Траугот с сыновьями» (конец 1940-х гг.), «Портрет няни, Авдотьи Васильевны Сучилиной» (1950-е гг.), «Автопортрет с сыновьями» (конец 1950-х гг.), «Портрет М. В. Войцеховского» (1960-е гг.), «Г. Н. Траугот у мольберта. Семейный портрет» (1950-е гг.), «Портрет мужа» (1940-е гг.), «Лерик с кошкой» (конец 1950-х гг.), «Автопортрет в красной шляпе» (1950-е гг.), «Семейный портрет. За столом» (1950-е гг.), «В. В. Стерлигов, Т. Н. и Л. Н. Глебовы на фоне картины Яновой» (начало 1980-х гг.), «Портрет В. Д. Кошелева» (1950-е гг.), портрет М. В. Войцеховского (1950-е гг.), «Портрет А. В. Щекатихиной — Потоцкой» (середина 1950-х гг.), портреты В. В. Стерлигова (1940-е гг., 1953[27],, 1965[28]), А. В. Щекатихиной-Потоцкой, Я. С. Друскина, К. П. Янова, Т. Н. Глебовой (1966)[27] и десятки портретов неперсонифицированных лиц.

Художница нередко делала зарисовки совершенно неизвестных ей, случайно увиденных людей и по этим эскизам писала впоследствии живописные работы. О написанных Яновой портретах пишет Я. С. Друскин: им присущи «психологизм и эмоционализм, вообще западная современная философия и миросозерцание», художница «видит наготу человеческую... видит чувства».
С 1950-х годов до конца 1990-х показывала свои работы, в основном, на квартирных выставках. Публикации её работ в профессиональных изданиях начались в 2000-е годы.
Работы художницы находятся в частных собраниях Франции, Италии, России.
Живопись Яновой, по собственному признанию художников, оказала влияние на творчество живописцев и графиков В. Г. и А. Г. Трауготов и других художников близкого им круга, прежде всего А. Д. Арефьева.
Первая персональная выставка Яновой, представляющая её работы широкому зрителю, прошла в Русском музее в августе — октябре 2012 г.